# Remparts de Château-Thierry
Les remparts de Château-Thierry, du XIIIe siècle, sont un vestige du rempart urbain qui entourait le bourg fortifié, qui se dressent sur la commune de Château-Thierry dans le département de l'Aisne en région Hauts-de-France.
La tour et fragments des anciens remparts font l'objet d'une inscription au titre des monuments historiques par arrêté du 19 mai 1927.

## Situation
Les vestiges des remparts de Château-Thierry sont situés dans le département français de l'Aisne sur la commune de Château-Thierry, au nord-est du bourg.

## Description
Le rempart qui entourait le bourg de Château-Thierry était flanqué de tours circulaires. Il est conservé au nord-est et était percé de plusieurs porte encore visible aujourd'hui ; porte Saint-Pierre et porte Saint-Jean.
Au bord de la Marne subsiste également une grosse tour d'artillerie datée du XVe siècle, la Tour Balhan.